# Mund
Mund era un municipi del cantó suís del Valais, situat al districte de Brig-Glis. El 26 de setembre 2010 els habitants de Mund i de la veïna Birgisch van aprovar la fusió amb Naters. La fusió es va fer efectiva l'1 de gener de 2013.
Es tracta de l'única població suïssa que produeix encara safrà, s'hi dediquen 14.000 m² i s'obtenen de dos a quatre quilos d'aquesta espècia. El safrà de Mund està protegit per una Denominació d'Origen.